# Jurij Otmarschtajn

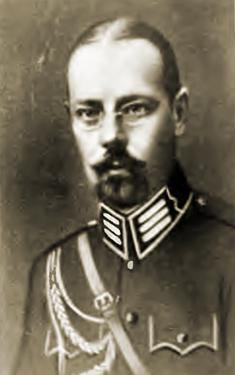
Jurij Otmarschtajn

Jurij Ottowytsch Otmarschtajn (ukrainisch Юрій Оттович Отмарштайн, * 18. April 1890 in Tiraspol, Gouvernement Cherson, Russisches Kaiserreich; † 3. Mai 1922 in Szczypiorno, Zweite Polnische Republik) war ein Offizier der Ukrainischen Volksrepublik.

## Biografie
Seine Vorfahren waren Schweden, die sich nach der Schlacht bei Poltawa 1709 in der Ukraine ansiedelten. Nach seinem Abschluss an der Nikolai-Militärakademie des Generalstabs in Petrograd im Jahr 1916 diente er in der Kaiserlich Russischen Armee und nahm am Ersten Weltkrieg teil. 1918 trat er in das Lubenskyj-Kavalleriregiment ein und übernahm bald dessen Kommando.
Im November 1918 nahm er am Aufstand gegen das Hetmanat teil. Am 19. November 1918 marschierte die Erste Division der Sitscher Schützen in Bojarka ein. Am folgenden Tag veranstaltete Otmarschtajn eine Parade ukrainischer Truppen in der Stadt, die etwa 5.000 Soldaten umfasste. Im Dezember desselben Jahres diente er während der Kämpfe um Kiew im Stab des Belagerungskorps der Sitscher Schützen. 1919 war er Stabschef des Belagerungskorps und der Zweiten Division der Sitscher Schützen. Ende 1919 zog er in die Zweite Polnische Republik um, wurde Leiter ukrainischer Truppengesellschaften und diente im Stab für Partisanenoperationen in Lwiw. 1921 wurde er zum Oberst befördert.
Er war von Oktober bis November 1921 Stabschef der ukrainischen Armee, die den Zweiten Winterfeldzug durchführte. Nach dem Scheitern des Feldzugs verfasste er für Symon Petljura einen detaillierten Bericht über dessen Verlauf.
Otmarschtajn wurde nachts in einem polnischen Internierungslager in Szczypiorno von Unbekannten getötet. Ein politisches Motiv ist möglich, da eine Armbanduhr und Geld bei ihm gefunden wurden, jedoch einige seiner Dokumente verloren gegangen sein sollen. Er wollte vor seinem Tod zu seinen Verwandten nach Bessarabien ausreisen und hatte bereits einen mit einem Visum versehenen Reisepass.

## Nachwirkung
Im November 2018 wurde eine Erinnerungstafel für Otmarschtajn an einem Gebäude im Bahnhof von Bojarka für den 100. Jahrestag der von ihm dort veranstalteten Parade angebracht.